# Norm Van Lier
Norman Allen Van Lier III (ur. 1 kwietnia 1947 w East Liverpool, zm. 26 lutego 2009 w Chicago) – amerykański koszykarz, występujący na pozycji rozgrywającego.

## Kariera sportowa
Czarnoskóry zawodnik studiował na Saint Francis University. Do NBA został wybrany w drafcie w 1969 przez Chicago Bulls, jednak prawa do niego zostały przekazane Cincinnati Royals. W tym zespole spędził niecałe trzy lata, w sezonie 1970/71 był najlepszym podającym ligi (10,1 asysty na mecz). Na początku następnego przeszedł do Bulls, gdzie grał do 1978. Karierę zakończył w 1979 jako zawodnik Milwaukee Bucks.  Trzy razy brał udział w NBA All-Star Game (1974, 1976, 1977), łącznie w NBA zdobył 8 770 punktów i miał 5 217 asyst. 
W latach 1992–2009 był komentatorem telewizyjnym, analizował spotkania Bulls.
W 1988 wystąpił w meczu gwiazd Legend NBA.

## Osiągnięcia
Na podstawie, o ile nie zaznaczono inaczej.
College
- Drużyna Saint Francis Red Flash zastrzegła należący do niego numer 12

NBA
- Uczestnik meczu gwiazd NBA (1974, 1976, 1977)
- Zaliczony do:
  - I składu defensywnego NBA (1974, 1976, 1977)[3]
  - II składu:
    - NBA (1974)
    - defensywnego NBA (1971–1973, 1975, 1978)[3]
- Lider:
  - sezonu zasadniczego w średniej asyst (1971)
  - play-off w średniej:
    - asyst (1977)[4]
    - średniej przechwytów (1977)[5]